# Oh 9od
Oh 9od è un singolo del rapper e DJ producer italiano Thasup, pubblicato il 28 novembre 2018 come terzo estratto dal primo album in studio 23 6451.

## Descrizione
Si tratta del nono brano del disco ed è stato realizzato con la partecipazione vocale di Nayt. Il testo affronta come tematica gli eccessi e i vari stati di paranoia.

## Video musicale
Il 3 dicembre 2018 è stato presentato un lyric video animato, diretto da Pietro “Boost” Polentes e Marta Sofia Marzullo e che vede i due rapper fumare su un'altalena.

## Tracce
1. Oh 9od (feat. Nayt) – 3:25

## Classifiche

### Classifiche settimanali
| Classifica (2019) | Posizione massima |
| ----------------- | ----------------- |
| Italia            | 12                |

### Classifiche di fine anno
| Classifica (2019) | Posizione |
| ----------------- | --------- |
| Italia            | 92        |